# Santa Cruz del Islote
Santa Cruz del Islote è una piccola isola dell'arcipelago di San Bernardo, che si trova nel Mar dei Caraibi, nel golfo di Morrosquillo, al largo della Colombia, alla quale appartiene. Amministrativamente fa parte del dipartimento di Bolívar ed è compresa nel territorio del comune di Cartagena de Indias.
È celebre per essere considerata, dal punto di vista statistico, come l'isola più densamente popolata al mondo, una densità che è pari a quasi 105 000 abitanti per km².